# Німецькі чилійці
Німецькі чилійці (ісп. germanochilenos; нім. Deutsch-Chilenen) — це чилійці, що походять від німецьких іммігрантів, близько 30 000 з яких прибули до Чилі між 1846 і 1914 роками. Більшість з них були з Баварії, Бадену і Рейнланду, а також з Богемії в сучасній Чехії, які традиційно були католиками. Менша кількість лютеранців іммігрувала до Чилі після невдалих революцій 1848 року.
З середини 19 століття і до наших днів, німецькі чилійці відіграли значущу роль у економічному, політичному і культурному розвитку чилійської нації. Іммігранти 19-го століття основним чином оселилися в регіонах Арауканія, Лос-Ріос і Лос-Лагос в так званій «Зона Сур» Чилі, включаючи чилійський озерний район.

## Історія

### Німці в іспанській колонії

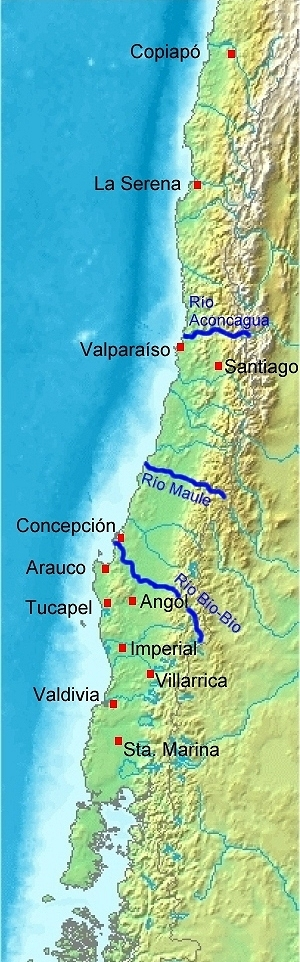
Вторгнення та поселення конкістадорів

Перший німець, який з'явився в історії того, що зараз є Чилі, — це Бартоломе Блюменталь (ісп. Бартоломе Флорес), який супроводжував Педро де Вальдівію протягом 16-го століття. Останній конквістадор вигнав корінне населення і заснував місто Сантьяго. Вальдівія також арештував та взяв в полон касіке (вожді і глави племен) для ослаблення суспільства місцевих індіанців Мапуче. Блюменталь взяв участь у захисті іспанського поселення Сантьяго, коли Мапуче запустили контрнаступ на 11 вересня 1541 року, намагаючись звільнити своїх касіке, яких утримували в полоні конквістадори.
Пізніше Блюменталь взяв участь у консолідації іспанського поселення, яке стало провінцією Талаганте; він був першим інженером у віддаленій колонії. Зять Блюменталя, Педро де Ліспергер (народився Петер Ліспергер у Вормсі, Німеччина), був призначений мером Сантьяго в 1572 році.
Йоганн фон Богон (відомий в іспанській мові як Хуан Богон) також брав участь в експедиції Педро де Вальдівії та отримав завдання заснувати місто Ла-Серена в 1544 році.

### 19 століття

#### Гамбург і Вальпараїсо

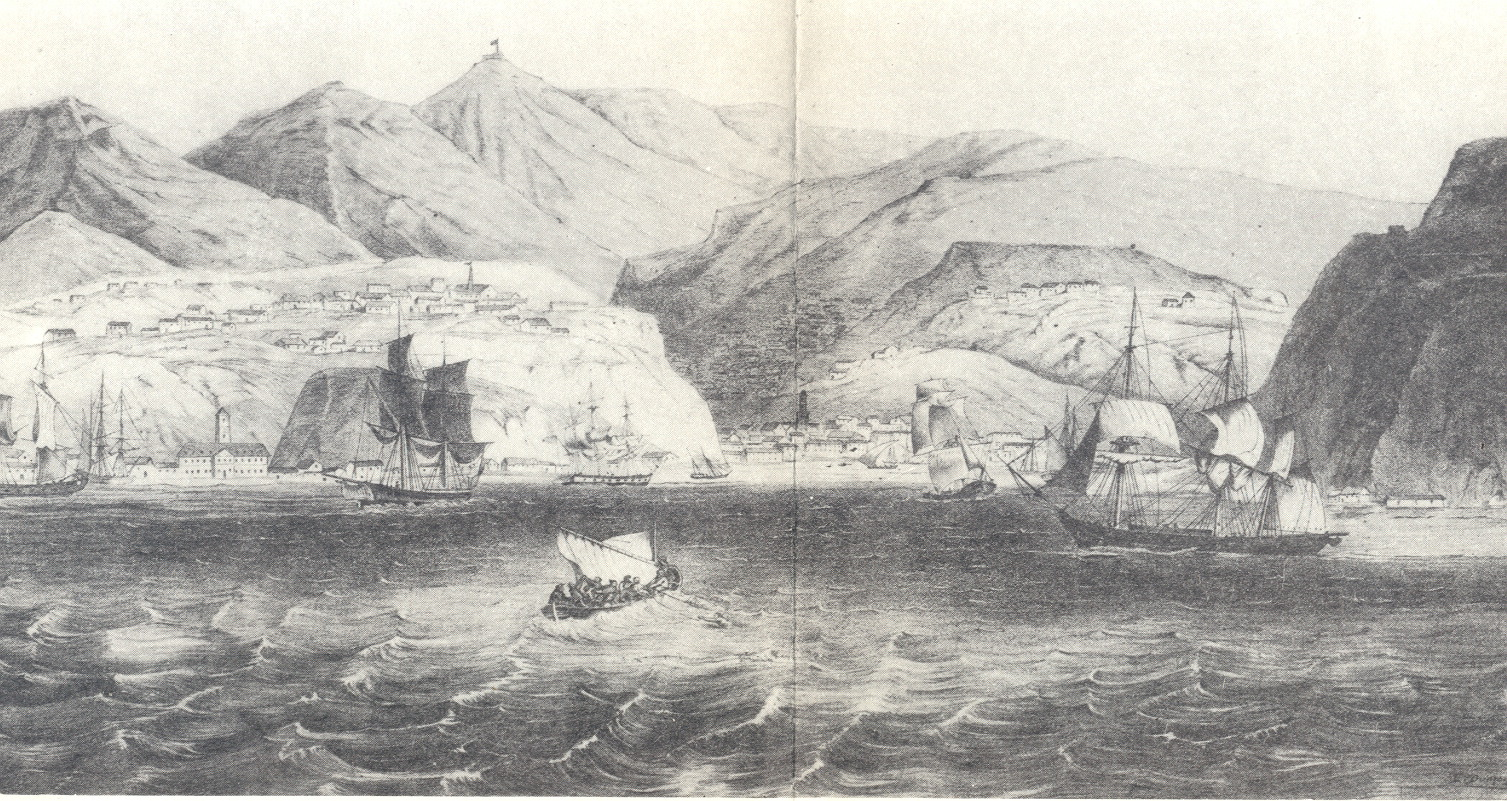
Вальпараїсо, Чилі, 1830 рік

У 1818 році Чилі стало незалежним від Іспанії і розпочало активно вести торгівлю з іншими країнами. Портове місто Вальпараїсо стало важливим центром торгівлі з Гамбургом, і комерційні подорожні та купці з Німеччини перебували там на тривалі періоди, щоб працювати в Вальпараїсо. Деякі з них осіли там назавжди.
9 травня 1838 року в місті Вальпараїсо було створено Клуб Алеман де Вальпараїсо (Club Alemán de Valparaíso), першу німецьку культурну організацію. Німецькі мешканці і відвідувачі міста проводили тут культурні заходи. Клуб почав організовувати літературні, музичні та театральні вистави, сприяючи культурному життю міста. Аквінас Рід, лікар, став відомим у місті завдяки створенню опер, писанню поезії та п'єс. У клубі були власні оркестри і академічний хор (сінгакадемія), які виконували твори, створені місцевими музикантами. Під час Першої світової війни Німецький клуб Вальпараїсо прийняв Східноазійську ескадру адмірала Максиміліана фон Шпе, яка належала до Імперського німецького флоту, після битви біля Коронелю біля узбережжя Чилі.

#### Колонізація Південного Чилі
Чилійська влада сприяла німецькій імміграції у 1848 році, в часи революцій в Німеччині. До цього Бернгард Еуном Філіппі (Bernhard Eunom Philippi) набрав дев'ять робочих сімей для еміграції з Гессена до Чилі.
Походження німецьких іммігрантів в Чилі розпочалося з Закону про селективну імміграцію 1845 року. Метою цього закону було привезення людей середнього соціального та високого культурного рівня для колонізації південних регіонів Чилі, що знаходилися між Вальдівією та Пуерто-Монттом. Процесом керував Вісенте Перес Росалес за наказом тодішнього президента Мануеля Монта. Німецькі іммігранти оживили внутрішню економіку та змінили південні регіони. Лідер перших колоністів, Карл Анвандтер, висловив їхні цілі:
«Ми будемо чесними та працьовитими чилійцями, як найкращі з них, ми будемо захищати нашу усиновлену країну, приєднуючись до лав наших нових співвітчизників, проти будь-якого іноземного гніту та з рішучим і твердим рішенням людини, яка захищає свою країну, свою сім’ю. і його інтереси. Ніколи країна, яка прийняла нас як своїх дітей, не матиме причини покаятися в такому ілюстрованому, людяному та великодушному вчинку,..."— Карлос Анвандтер
У ранньому 19-му столітті розширення та економічний розвиток Вальдівії були обмеженими. Для стимулювання економічного розвитку чилійська влада запустила високо спрямовану програму імміграції під керівництвом Вісенте Переса Росалеса як представника уряду. За допомогою цієї програми тисячі німців оселилися в регіоні, впроваджуючи сучасні технології та ноу-хау для розвитку сільського господарства та промисловості. Деякі з нових іммігрантів залишилися в Вальдівії, а інших поселили на лісистих землях, які вони зробили під сільськогосподарське використання, позбавивши їх від лісів.
«Вальдівія, розташована на деякій відстані від узбережжя, на річці Калле-Калле, є німецьким містом. Скрізь ви зустрічаєте німецькі обличчя, німецькі вивіски та плакати поруч з іспанськими. Є велика німецька школа, церква і різні «Vereine», великі взуттєві фабрики, і, звичайно, пивоварні...»— Карл Скоттсберг
Протягом десяти років після Революцій 1848 року в німецьких штатах до Чилі прийшло численне число ліберальних іммігрантів, які були емігрантами з революцій. Вони оселилися в основному в регіоні Янкіуе в містах Фрутільяр, Пуерто-Октай, Пуерто-Варас, Осорно та Пуерто-Монтт. Близько 1900 року Вальдівія процвітала завдяки промисловості, включаючи млин Гоффмана і фабрику взуття Рудлоффа.

### 20 століття
До середини 1930-х років більшість сільськогосподарських земель навколо міст Вальдівія та Осорно були вже розподілені. Деякі німецькі іммігранти переїхали ще далі на півден на місцевості, такі як Пуйуапі в регіоні Айсен (оселене німцями-судетами з сучасної Чехії); судетські німецькі поселенці з Броумова (в німецькій транскрипції — Браунау, розташованого в сучасній Чехії) також залишилися і жили у Пуерто-Варас, де селище називалося Нуева Браунау.

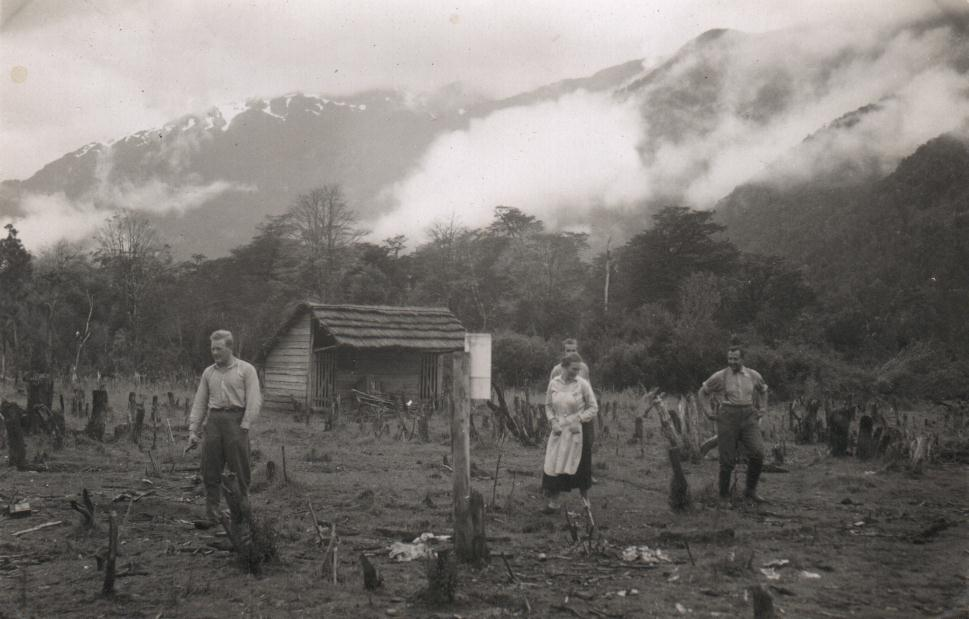
Німецькі поселенці в регіоні Айсен у 1930-х роках.

Пізніше в Чилі прибула нова хвиля німецьких іммігрантів, багато з яких оселилися в Темуко та Сантьяго. Багато з них заснували власні бізнеси. Наприклад, малий магазин Горста Паульманна в столиці регіону Арауканія виріс у компанію Cencosud, одну з найбільших компаній в регіоні.

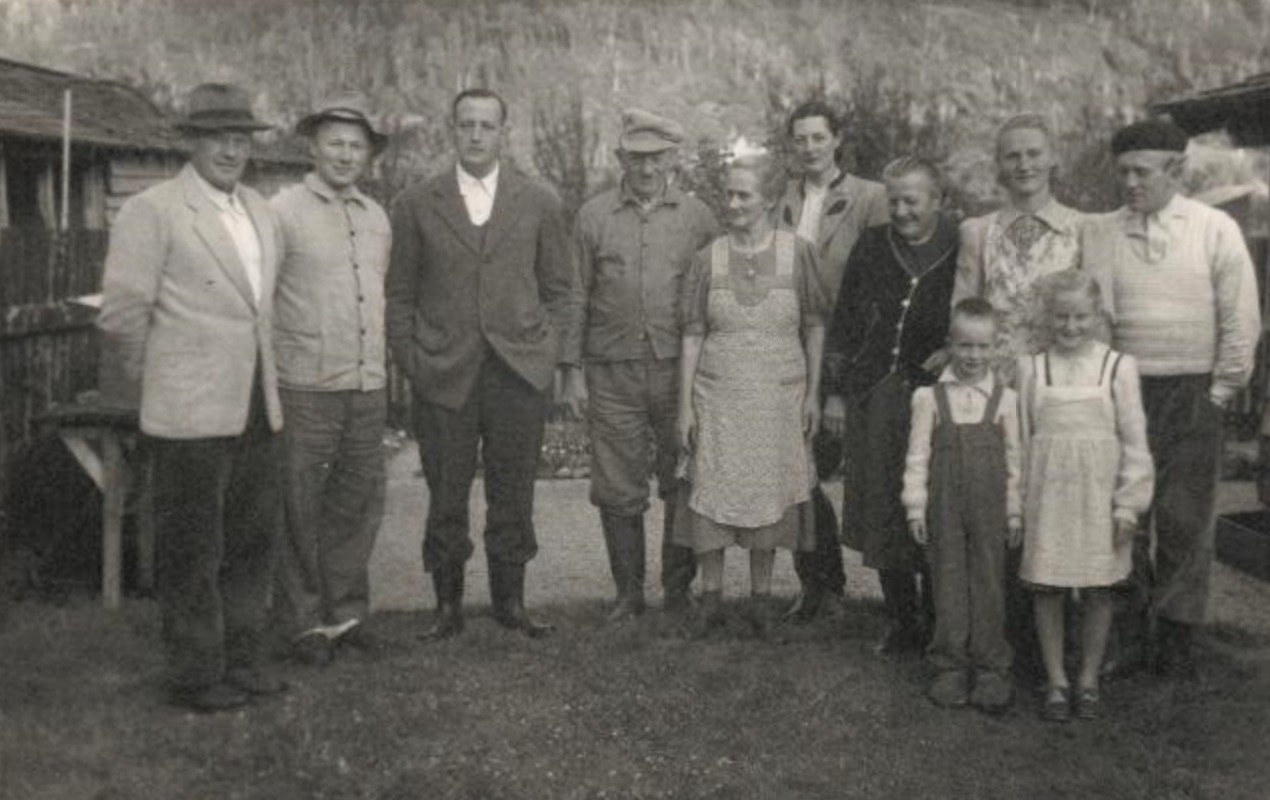
Німецькі поселенці в регіоні Айсен у 1951 році.

Навіть до захоплення нацистами влади в Німеччині у 1933 році, у Чилі була створена молодіжна організація німецьких чилійців з сильним націоналсоціалістським впливом. Нацистська Німеччина здійснювала політику нацифікації німецької чилійської спільноти. Ці спільноти та їхні організації розглядалися як основний елемент для поширення нацистської ідеології по всьому світу від імені Нацистської Німеччини. Більшість німецьких чилійців були пасивними прибічниками нацистської Німеччини. Націзм був поширений серед ієрархії Німецької лютеранської церкви в Чилі. У Чилі була створена місцева гілка Націонал-соціалістичної робітничої партії.
Під час Другої світової війни багато німецьких євреїв втекли до Чилі до і під час Голокосту. Наприклад, сім'ї Маріо Кройцбергера та Томаса Гірша прибули до Чилі саме під час цього періоду.
Незабаром після Другої світової війни колишні члени нацистської Німеччини намагалися знайти притулок в Південній Америці, включаючи Чилі, щоб уникнути судових переслідувань їх у Європі та інших місцях. Серед них був штандартенфюрер SS та злочинець війни Вальтер Рауфф. Павло Шефер, колишній військовий медик, заснував Колонію Діннідад, німецьку оселю в регіоні Мауле, в якій, за ствердженнями, допускалися порушення прав людини. Точна кількість нацистських біженців, які приховувалися в Чилі після Другої світової війни, залишається невідомою.

## Німецькі чилійці сьогодні

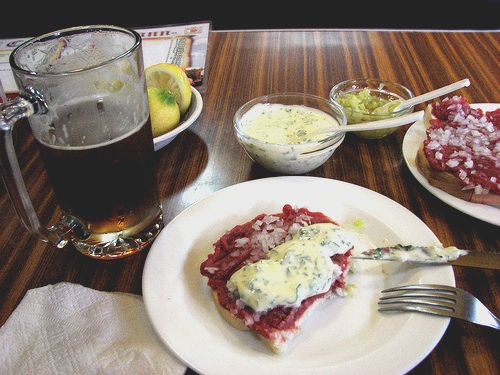
Крудос із сирої яловичини вважається типовою німецько-чилійською стравою, подібною до німецького метту. Ті, що на фото, з Café Hausmann у Вальдівії.

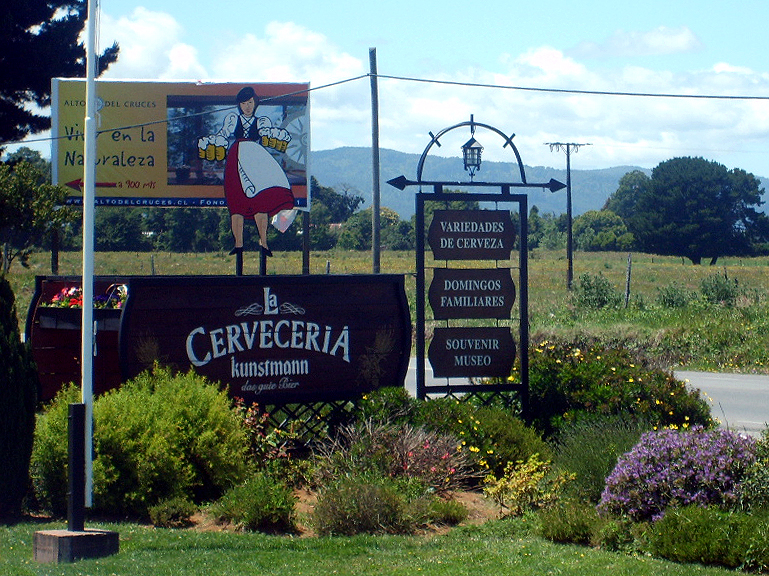
Вхід до пивоварні та ресторану Kunstmann у Вальдівії, Чилі

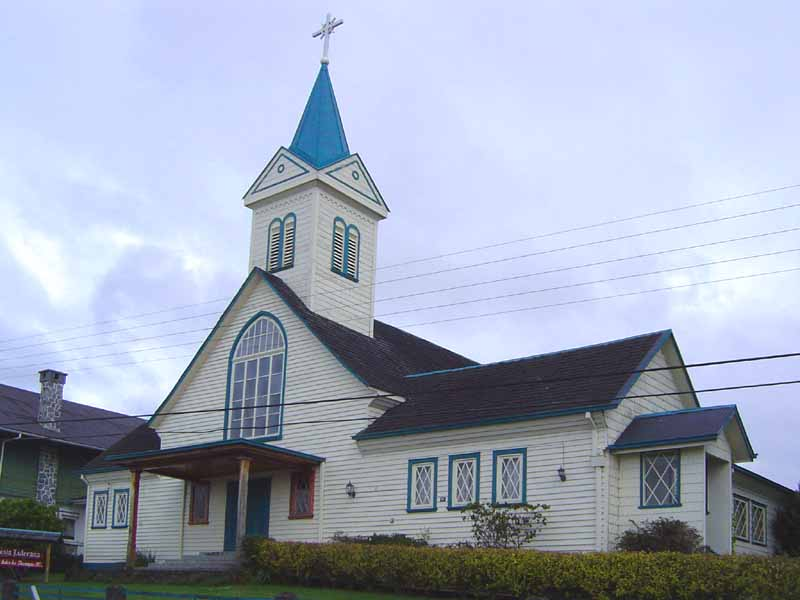
Німецька лютеранська церква у Фрутільярі, Чилі

Точна кількість чилійців німецького походження невідома, але одне джерело вказує на число приблизно 1 000 000 осіб, які живуть переважно в центральних і південних частинах країни. Згідно з останнім переписом населення, в Чилі проживало 8 000 громадян Німеччини.
Приблизно 20 000 чилійців володіють німецькою мовою. У Чилі також існують німецькі школи та німецькомовні газети і періодичні видання (наприклад, Cóndor — щотижнева німецькомовна газета).

### Освіта
Німецькі школи:
- Німецька школа Saint Thomas More Santiago
- Німецька школа Сантьяго
- Німецька школа Консепсьйон
- Німецька школа Вальдівія
- Німецька школа Вальпараїсо

Ці школи надають освіту з німецької мови та вивчення німецької культури в Чилі
Історичні німецькі школи:
- Німецька школа Chillan
- Німецька школа Frutillar
- Німецька школа Спокій
- Німецька школа Союз
- Німецька школа Лос-Анджелеса
- Німецька школа Осорно
- Німецька школа Puerto Montt
- Німецька школа Port Rods
- Німецька школа Point Sands
- Німецька школа Святого Філіпа
- Німецька школа Temuco
- Німецька школа Вільярріка
- Німецька школа Los Leones і Wilh.-v.-Humboldt Seminar for Teachers and Kindergarteners
- Чилійсько-німецький коледж Макул
- Німецька середня школа (Джеймс)
- Коледж Св. Урсули (Джеймс)
- Інститут Св. Марії (Джеймс)
- Маріанський коледж (Сантьяго)
- Німецький флот Сантьяго-Ла-Флорида
- Німецька школа Santiago-Nuñoa
- Німецька школа Ancud-Chiloe
- Німецький інститут фруктів
- Німецька школа Gorbea
- Німецька школа Llanquihue
- Німецька школа Huefel-Comuy (Straw-Maisan)
- Німецька школа Paillaco
- Німецька школа Пукон
- Німецький коледж Purranque
- Німецький коледж Quilpe
- Німецький коледж Томе
- Німецька школа Traiguen
- Німецька школа German Villa
- Морська лоза Deutsche Schule

## Відомі німецькі чилійці
- Крістіан Ендлер[en]
- Марлен Аренс, олімпійська спортсменка, єдина чилійська жінка, яка виграла олімпійську медаль.
- Ена фон Бер[en], екс-міністр, політолог і сенатор.
- Бастіан Боденхофер[en], чилійський актор.
- Міранда Боденхофер[en], чилійська артистка балету та актриса.
- Клаудіо Бунстер[en], учений, фізик-теоретик, лауреат Чилійської національної наукової премії в 1995 році та зробив внесок у заснування Centro de Estudios Sientíficos (Центр наукових досліджень) у Вальдівії.
- Дон Франциско (телеведучий)[en], чилійський телеведучий.
- Отто Дорр Зегерс[en], психіатр, інтелектуал і письменник, переклав твори Райнера Марії Рільке іспанською мовою.
- Хуліан Ельфенбейн[en], чилійський журналіст, радіо- та телеведучий.
- Ніна Фрік Асенджо[en], класична піаністка.
- Родріго Голдберг[en], колишній чилійський футболіст.
- Оскар Хан, поет, колишній викладач Університету Айови, лауреат Чилійської національної літературної премії 2012 року.
- Родріго Гінцпетер[en], чилійський юрист і політик.
- Томас Гірш[en], чилійський політик і бізнесмен.
- Салі Хохшильд[en], чилійський бізнесмен німецького походження, засновник Compania Minera y Comercial Sali Hochschild S.A.
- Адріана Гоффманн[en], чилійський ботанік, еколог і письменник.
- Клаус Юнге, шаховий майстер.
- Хосе Антоніо Каст Ріст[en], засновник Республіканської партії Чилі.
- Феліпе Каст Зоммерхофф[en], засновник Партії політичної еволюції.
- Фернандо Маттеї[en], колишній командувач ВПС Чилі. Член військової хунти, яка керувала Чилі, Маттеї був першим, хто визнав, що режим програв референдум щодо обрання Піночета у 1988 році. Одна із його дітей, Евелін Маттеї була кандидатом на президентських виборах 2013.
- Манфред Макс Ніф[en], економіст і вчений, лауреат Нагороди за правильний спосіб життя у 1982 році.
- Хоакін Німанн[en], чилійський професійний гольфіст.
- Хуліо Нумхаузер[en], чилійський музикант руху Nueva Canción.
- Дієго Паульсен[en], політик, член Палати депутатів Чилі.
- Альфредо Перл[en], чилійсько-німецький класичний піаніст, диригент Детмольдського камерного оркестру, Німеччина.
- Рауль Реттіг Гіссен[en], політик, голова Rettig Report, документує порушення прав людини та зникнення під час диктатури Августо Піночета.
- Деніз Розенталь[en], чилійська співачка та автор пісень.
- Клаудіо Спіс[en], чилійсько-американський композитор.
- Кріс Вотсон, третій прем'єр-міністр Австралії.
- Хосе Вайнштейн[en], чилійський політик, соціолог і вчений, який обіймав посаду президента Національної ради культури та мистецтва під час уряду Рікардо Лагоса (2000—2006).
- Егон Вольф[en], чилійський драматург, письменник і викладач Папського католицького університету Чилі. Його роботи були створені в 29 країнах і перекладені на 19 різних мов.
- Еллісон Гелер[en], метеоролог і за сумісництвом телеведуча
- Карло фон Мюленброк[es], відомий кухар
- Хенні Перес-Шмідт[es], досвідчена журналістка та ведуча в DW Español
- Карін Ебенспергер[es], досвідчена журналістка та ведуча CNN Chile, донька Марлен Аренс
- Марлен Егігурен[es], досвідчений журналіст і ведучий CNN Chile, дочка Карін Ебенспергер і онука Марлен Аренс

### Перше покоління іммігрантів
- Карлос Анвандтер[en], поселенець 19-го століття, допоміг розбудувати місто Вальдівія.
- Хуан Брюгген Мессторф[en] зробив внесок у розвиток геології в Чилі.
- Германн Еберхард[en], дослідник, засновник перших поселень у західній Патагонії та відкривач скам'янілостей гігантського лінивця в природній пам'ятці Куева-дель-Мілодон у Чилі.
- Еміль Кьорнер[en], командир чилійської армії німецького походження, ветеран австро-прусської війни та франко-прусської війни, запрошений чилійським урядом для перенавчання чилійської армії в Німецька військова доктрина у 1900 році та головнокомандувач чилійської армії під час громадянська війна в Чилі.
- Родольфо Армандо Філіппі[en], натураліст, директор Чилійського національного музею природної історії і засновник першого чилійського ботанічного саду.
- Макс Вестенгофер[en], вчений, лікар і патолог; учень Рудольфа Вірхова. Вестенхофер вважається засновником чилійської анатомічної патології та соціальної медицини.
- Отто фон Мольтке[en], німецько-датський військовий офіцер, який брав участь у франко-прусській війні, а після імміграції до Чилі — у Війні на Тихому океані, у якій і загинув.

## Релігійна приналежність
Багато німців, які емігрували до Чилі, практикують римсько-католицьку віру, а також є лутеранами та юдаїстами. Велика частина німецьких чилійців, які належали до римсько-католицької церкви, тепер відвідують і належать до лутеранських церков. Це може бути наслідком міжконфесійного обміну віросповіданням або культурного різноманіття серед німецької громади в Чилі.